# Eubunus
Eubunus is een geslacht van hooiwagens uit de familie Triaenonychidae.
De wetenschappelijke naam Eubunus is voor het eerst geldig gepubliceerd door Hickman in 1958. 

## Soorten
Eubunus is monotypisch en omvat slechts de volgende soort:
- Eubunus crypsidomus